# Георг Мюлер
Георг Мюлер (на немски: Georg Friedrich Müller) (27 септември 1805 – 9 март 1898) е немски мисионер евангелист.
Посвещава почти целия си живот на отглеждането, възпитанието и обучението на деца-сирачета, като организира създаването и поддържането на домове за тях, както и събирането на средства. Благодарение на неговия труд и особено на неговата християнска вяра, в сиропиталищата „Ашли Даунс“ край Бристъл са отгледани 10 024 деца-сирачета, поради което Георг Мюлер получава прозвището „бащата на сираците от Бристъл“.

## Ранни години
Младостта на Мюлер не е белезяна от християнски добродетели, напротив – той краде, лъже и играе страстно на хазарт. На възраст 15 години, в момент, в който майка му е на смъртно легло, Мюлер играе карти и пие с приятели.
Бащата на Мюлер се надява той да получи религиозно образоавание, които би му дало възможност да получи добре заплатен пост в държавната църква. Мюлер следва богословие в Университета в Хале. По това време среща състудент, който го кани на събиране на домашна християнска група. Там бива радушно посрещнат, започва да чете редовно Библията и да говори с останалите на християнски теми. Скоро отказва пиенето и престава да лъже. Прави планове да стане мисионер. Започва редовно да проповядва в околни църкви и продължава да се вижда с вярващите от нарастващата евангелска група от неговия университет.

## Първи години на работа
През 1828 г. Мюлер се опитва да работи в Англия с евреи в рамките на Лондонското мисионерско общество.

## Сиропиталищата
Георг Мюлер и неговата съпруга започват да работят за децата-сираци през 1836 г., като преустройват собственото си жилище в Бристъл и подслоняват в него тридесет момичета-сираци. Скоро след това още три къщи биват преустроени и мебелирани, с което броят на отглежданите деца нараства на 130. През 1845 г. Мюлер решава, че е необходима отделна сграда, способна да приюти 300 деца. През 1849 г. отваря врати домът за сираци „Ашли Даунс“ в Бристъл. През 1870 г. домът се разраства до комплекс от пет сгради, в които живят повече от 2000 деца.
Построяването и оборудването на домовете струва над 100 000 лири. Средствата за изграждането им и за грижите и обучението на децата идват изключително от доброволни дарения. Както свидетелства дневниците му, за осигуряването на средства Георг Мюлер използва най-силното християнско оръжие – молитвата. Мюлер никога не отправя призиви към хора, организации или институции за финансова помощ, не организира кампании за набиране на средства, не пуска обяви във вестници и не афишира по никакъв начин дейността си. Много пъти той получава неочаквани дарения от храна броени часове преди времето за хранене – случки, които за които той свидетелства, че са го насърчавали и са укрепявали вярата му. След закуска в сиропиталищата винаги е имало молитва и се е четяла Библията, от която всеки питомник получавал един екземпляр при напускане на дома. В сиропиталищата децата задължително получавали добро образование и са били добре облечени. За тях се е грижел специално подготвен училищен инспектор.
Мюлер бива обвиняван, че давайки добро образование на бедните, ги издига над естествено полагащото им се място в обществото. Причина за тези злословия е, че поради неговите активни грижи децата да се научат на занаят, да имат професия и да получат работни места, в близките мини и фабрики се изостря недостигът на нискоквалифицирана работна ръка (основно по онова време от деца-сираци).
Статия в Таймс от 1871 г. пише, че от началото през 1836 г. общо 23000 деца получават образование в Ашли Даунс, а хиляди и в други училища, за сметка на домовете. За изминалото време биват отпечатани и раздадени общо 64000 Библии, 85000 Нови Завета и книги на религиозна тематика в общ тираж от 29 милиона броя. Допълнително със събираните средства е финансирана дейността на 150 мисионери.

## Евангелизаторска дейност
През 1875 г., на 70-годишна възраст, Георг Мюлер тръгва по света да мисионерства. Този период от живота му продължава 17 години, през което време той посещава и проповядва в Съединените щати, Индия, Австралия, Япония, Китай и още в почти 40 страни. В напредналата си възраст той пропътува общо над 320 000 километра, забележително постижение във времето преди изобретението на самолета. Благодарение на езиковата са дарба, Георг Мюлер проподядва на английски, френски и немски. Проповедите му биват преведени на дузина чужди езици. Георг Мюлер се завръща окончателно в Англия през 1892 г., където умира на 10 март 1898 г.